# U-148号潜艇 (1940年)
U-148号（德語：U 148）是纳粹德国战争海军建造的十六艘II-D型近岸潜艇（或称U艇）之一。它由基尔的德意志造船厂承建，于1940年11月16日下水，至同年12月28日交付使用。第二次世界大战期间，该艇主职训练和教学用途，未曾参与任何作战行动。1945年5月5日，U-148号在威廉港执行“彩虹命令”而自沉，残骸其后被打捞上岸拆解报废。

## 设计
II级潜艇是从一战中德意志帝国海军的UB级和UF级近岸潜艇发展而来。其外观尺寸小，造价便宜且易于生产，在很短时间内便能造好。这款艇具在设计上吸收了为芬兰海军定制的欧洲水鼬号的优点，是非常出色的训练艇。但由于它们体积较小，在海面上容易剧烈颠簸，因此也被德国人戏称为“独木舟”（Einbaum）。尽管如此，一些II级艇在训练任务与战斗行动中表现相当出色，许多II级艇的衍生型号也相继被建造出来。
U-148号是一款用于近岸水域作战的II-D型单壳体潜艇。与前型相比，它的司令塔更大、塔后部增加了高射炮发射平台，艇身外部壳体两侧还设计了醒目的鞍状水箱。鞍状水箱除了能利用在压载水舱和燃料箱中以提高活动半径之外，对于潜艇在暴风雨天气中的航行也有好处。艇只的全长43.97米、舷宽4.92米、高8.4米，并有3.93米的吃水深度，水上和水下排水量则分别增加至314吨和364吨。II-D型艇采用两台曼海姆发动机厂（MWM）生产的六缸四冲程350匹公制馬力（260千瓦特）柴油机用于水面运行，以及两台各配备36个AFA蓄电池组的205匹公制馬力（150千瓦特）西门子-舒克特（SSW）电动发电机用于水下航行；水面最高航速12.7節（23.5每小時），水下7.4節（13.7每小時）；能够在水面以8節（15每小時）航速续航5,650海里（10,460），或以4節（7.4每小時）连续在水下航行56海里（104）而无需充电。它采用双轴和两副直径为0.85米的螺旋桨，具备在80－150米的深度运行的能力，紧急下潜需时30秒。
武器装备方面，U-148号在艇艏内置有三具管径为533毫米的鱼雷发射管，呈倒三角形布置，其中左舷一具、右舷一具、底部的中线上还有一具；它们合共配备5枚G7型鱼雷，或可携带最多12枚TMA水雷。此外，该艇还搭载有一门20毫米30式高射炮作为甲板炮。其标准船员编制为3名军官及22名水兵。

## 历史
1939年9月25日，海军造舰局正式将十六艘II-D型潜艇（U-137至U-152号）的建造合同发包予基尔的德意志造船厂。其中U-148号于1940年4月10日开始铺设龙骨，同年11月16日下水，至12月28日在首度担任艇长的海军中尉汉斯-于尔根·拉德克的指挥下交付使用。完成海试后，该艇
先是以训练艇身份编入驻梅默尔的第24潜艇区舰队服役，继而从1941年10月1日起成为驻皮劳的第21潜艇区舰队的教学艇。随着苏联红军于1945年初发动东普鲁士攻势，德国人被迫放弃皮劳基地，U-148号遂跟随区舰队自1945年1月起移驻基尔，然后从3月1日起继续以训练艇身份在驻威廉港的第31潜艇区舰队服役。根据长期生效的“彩虹命令”，U-148号于同年5月5日与另外二十二艘德国U艇在威廉港四号入口的西侧掩体、即所谓的“雷德尔船闸”（Raederschleuse，53°31′N 08°09′E / 53.517°N 8.150°E）内自行凿沉——尽管该命令在一天前便由海军元帅卡尔·邓尼茨撤销。战后，它们于1945年10月10日至25日期间被英国人集中以炸药炸毁，艇只残骸继而被打捞上岸并拆解报废。